# Campaña de las Islas Aleutianas
La campaña de las islas Aleutianas fue una campaña militar desarrollada por Estados Unidos y Japón sobre las islas más orientales del territorio de Alaska, en el marco del teatro de operaciones del Pacífico durante la Segunda Guerra Mundial. 

## Trasfondo
A inicios de 1942, Estados Unidos tenía unos 45.000 hombres en Alaska y las Islas Aleutianas, de ellos un tercio se hallaba en Fort Randall (Cold Bay, Alaska), y otros 2.300 repartidos entre la base naval Dutch Harbor (Isla Unalaska) y el aeródromo de Fort Glenn (Isla Umnak), siendo una fuerza considerable, sumando 95 cazas P-40 Warhawk entre Fort Randall y Fort Glenn. A estos se sumaban, a su vez, 10 bombarderos B-17 Flying Fortress y 34 B-18 Bolo con base en Elmendorf (cerca de Anchorage, Alaska). Sin embargo, en Dutch Harbor carecían de radares y para detectar invasores solo disponían de reflectores, observadores con prismáticos en las costas y los vuelos de los hidroaviones PBY-5 Catalina. El componente puramente naval era la Task Force VIII, la cual integraban 8 cruceros, 14 destructores, 3 buques cisterna y 6 submarinos. 
El almirante Isoroku Yamamoto determinó que había que neutralizar y tomar para sí a las islas Midway, que eran un portaaviones estadounidense insumergible; la toma de estas islas provocarían a la armada estadounidense a un enfrentamiento aeronaval decisivo. Era vital, además, para Japón acortar la contienda con Estados Unidos pues el tiempo jugaba en contra de Japón debido al poder industrial estadounidense que los rebasaría en menos de un año. La probable no conquista de Inglaterra por Alemania haría que la flota inglesa se sumara a la estadounidense y esto sería fatal para la Armada imperial; la eliminación del resto de la flota estadounidense en el Pacífico era de carácter urgente. El autor intelectual de la planificación del ataque fue Minoru Genda, quien había planeado el Ataque a Pearl Harbor.
Como un señuelo sobre el verdadero objetivo del ataque se planificó una maniobra de distracción hacia las posesiones estadounidenses en las islas Aleutianas, en Attu y Kiska, para el 30 de mayo de 1942.

## Operación AL
Una fuerza japonesa de tamaño considerable ocupó las islas de Attu y Kiska. Las fuerzas dirigidas para la captura de las Islas Aleutianas fueron las siguientes:
- Fuerza de tres submarinos, I-15, I-17 e I-19 destacadas para el reconocimiento de la isla de Unimak.
- Fuerza de portaaviones: Ryujo, Junyo, y los cruceros pesados Maya y Takao al mando de Takeji Ono.
- Fuerza de apoyo: acorazados Ise, Fuso y Yamashiro, más 2 cruceros ligeros (Tama y Kiso) y barcos de abastecimiento.
- Fuerza de desembarco: crucero ligero Abukuma, más un transporte transformado con 1.200 soldados y 4 destructores al mando de Sentaro Omori.

Estas fuerzas aeronavales embarcadas estaban comandadas por Kakuji Kakuta, todas se reunieron en Paramushiro en las islas Kuriles y zarparon a las Aleutianas el 1 de junio de 1942. 
El 6 de junio, la isla Kiska fue invadida por la fuerza de desembarco al mando del Almirante Boshirō Hosogaya, siendo igualmente ocupada al día siguiente la isla Attu, presentándose escasa resistencia aliada. Muchos de los nativos de las Islas Aleutianas habían sido evacuados a un campamento en la península de Alaska, donde muchos murieron por enfermedades crónicas. Solo 42 personas fueron dejadas a los japoneses, siendo internadas en un campo de prisioneros, donde 16 murieron.
El 9 de junio las fuerzas navales se retiran del área de las Aleutianas.

### Análisis de la campaña de Attu y Kiska (Operación AL)
La idea de que los japoneses utilizaran estas islas como base para lanzar bombarderos contra la Costa Oeste de los Estados Unidos carece de fundamento, porque Japón no poseía bombarderos de largo alcance en la zona y no disponía de una base aérea apropiada. Estos objetivos tenían escaso valor militar para Japón; pero se trataba de territorio americano. El mando militar japonés conocía perfectamente que su potencia económica era claramente inferior a la de los Estados Unidos y que, por lo tanto, en guerra de desgaste contra ese país serían derrotados. Por tanto, los hechos en los que pudiesen tomar la iniciativa eran vitales para el objetivo final de Japón.
Es común afirmarse que uno de los objetivos por los cuales los japoneses iniciaron la invasión de las Aleutianas era como distracción del plan principal contra las Islas Midway (Operación MI). Esta hipótesis, sin embargo, está muy discutida hoy en día, ya que se ha determinado que los ataques contra las islas Midway y las islas Aleutianas habían sido programados para la casi la misma fecha, lo cual no concuerda con una estrategia de ataque de distracción. Finalmente, se ha confirmado que la invasión a las Aleutianas tuvo lugar el 7 de junio en tanto que la Batalla de Midway tuvo lugar los días 4 y 5 de Junio. Además, se ha descubierto que varios barcos destinados para la operación en Midway luego fueron designados a la operación en las Islas Aleutianas. 
A pesar de todo, también se ha llegado a la conclusión, muy aceptada, que también esta situación pudo haber sido un error grave en el plan de batalla japonés, debido a lo excesivamente complejo del plan (ideado por Minoru Genda y aprobado por el Almirante Yamamoto) y a que los norteamericanos tenían en su poder el código secreto púrpura japonés, situación de la que el Almirante Chester W. Nimitz sacó ventaja, pues al conocer que la invasión de estas islas era una mera finta, mantuvo quietos sus barcos preparándolos para usarlos en Midway, verdadero objetivo japonés. 
Debido a la poca importancia estratégica de las mismas, así como la dificultad para acceder a ellas, las fuerzas estadounidenses tardaron casi 1 año en expulsar a los invasores.  A su vez, los norteamericanos las reconquistaron también por motivos nacionalistas, ya que ningún ejército extranjero había entrado a los Estados Unidos desde el ataque de Pancho Villa a Columbus en 1916 y anteriormente, la Guerra de 1812.

## Ataque sobre Dutch Harbor

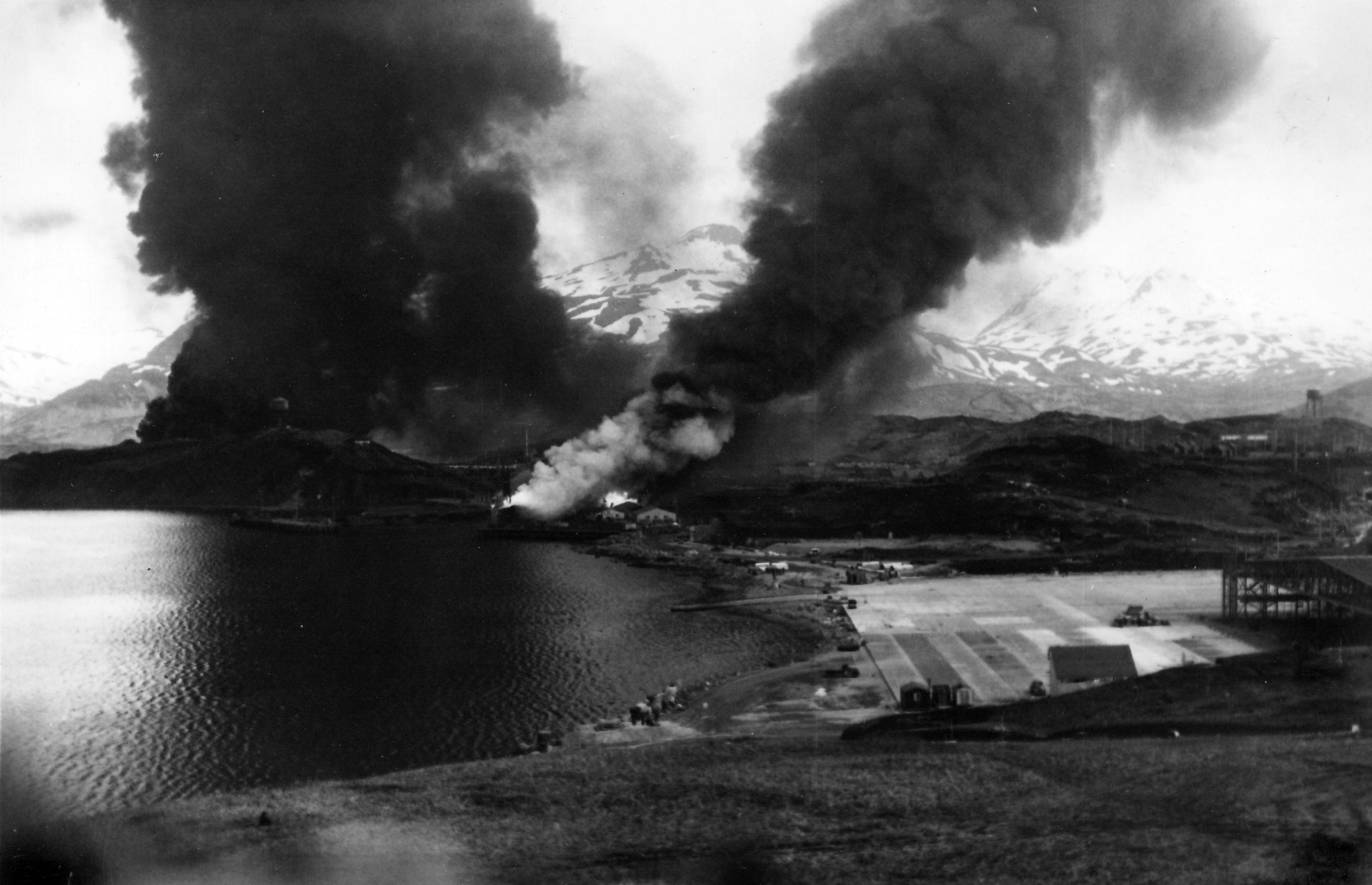
Ataque japonés a Dutch Harbor, 4 de junio de 1942.

El 26 de mayo, aeronaves lanzadas por el submarino japonés I-25 (que disponía de la capacidad de lanzar aviones de pequeño porte) realizaron un reconocimiento aéreo a Dutch Harbor. Luego el submarino se dirigió a costas continentales americanas. 
Las fuerzas aeronavales japonesas se presentaron el 3 de junio de 1942 bajo inclementes condiciones de tiempo, y efectuaron un primer ataque dividiéndose contra Dutch Harbor y otra fuerza de bombarderos japoneses atacaron el pueblo de Unalaska, en la isla homónima; sin embargo, debido al mal clima, sólo la mitad de los aviones encontró el blanco y el daño fue mínimo. Un avión de reconocimiento Catalina fue derribado y su tripulación sobreviviente capturada por el crucero Takao. En esta fase de la batalla, uno de los aviones del Ryūjō pilotado por el contramaestre Koga fue alcanzado por disparos en tierra perdiendo aceite, Koga escoltado por sus compañeros sobrevolaron la Isla Akutan, el Zero de Koga capotó en la isla muriendo su piloto; este avión sería conocido como el Zero de Akutan.
Kakuta ordenó un segundo ataque desde los portaaviones Jun'yō y Ryūjō contra instalaciones en bahía Makushin, pero el congelamiento del carburante y agua impidieron el despegue de los aviones.
El 4 de junio, Kakuta ordenó un tercer ataque contra Dutch Harbor, dañando el muelle, varios tanques de aceite y parte del hospital, a su regreso fueron interceptados por 9 aviones Curtiss P-40 Warhawk, los cuales fueron todos derribados contra 4 bajas japonesas.Ese mismo día en la tarde, Kakuta recibió un comunicado desesperado de navegar a alta velocidad al sur y reunirse con las fuerzas de Chuichi Nagumo en Midway; pero fue cancelado por orden de Yamamoto. 
El 5 de junio, Kakuta movió sus fuerzas al norte siendo atacado por torpedos aéreos desde una cuadrilla de Martin B-26 Marauder sin éxito.

## El contraataque

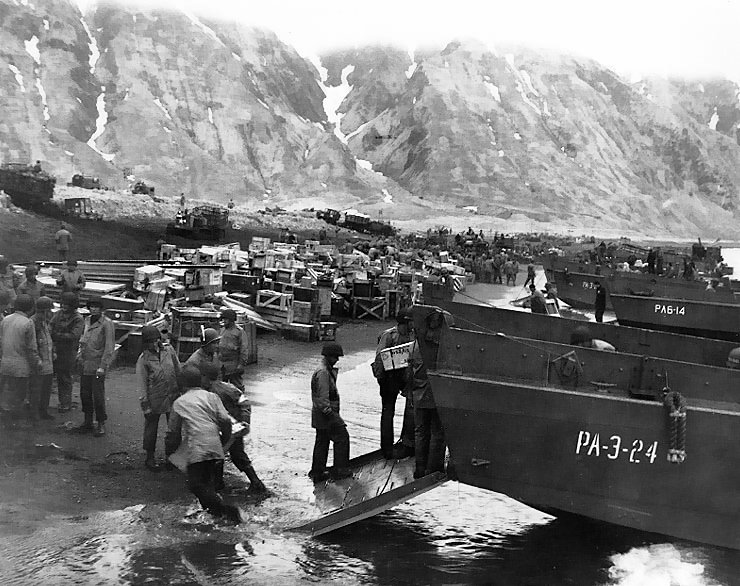
Desembarco de soldados americanos en la Bahía Masacre el 13 de mayo de 1943.

Entre junio y agosto de 1942, los Estados Unidos establecieron una base en la Isla Adak y empezaron a bombardear usando aviones B-24 a los japoneses estacionados en el sector de Laguna Trout en Kiska, algunos siendo derribados por el fuego japonés. Asimismo, los estadounidenses desembarcaron en Amchitka, a tan solo 50 millas del Kiska, para poder preparar la posterior intervención sobre las islas ocupadas; del mismo modo, una fuerza naval fue enviada a cortar los suministros nipones en lo que luego se conoció como la Batalla de las Islas Komandorski; a partir entonces Japón comenzó a enviar los suministros solamente mediante submarinos oceánicos clase I.
La exigua fuerza japonesa no perdió el tiempo, se posesionaron de terrenos en altura y construyeron búnkeres bajo tierra, nidos de ametralladoras, trampas cazabobos para enfrentar a los americanos. No obstante, el clima extremo y la falta de suministros mermaron progresivamente el número de efectivos nipones.

## Operaciones Landcrab y Cottage

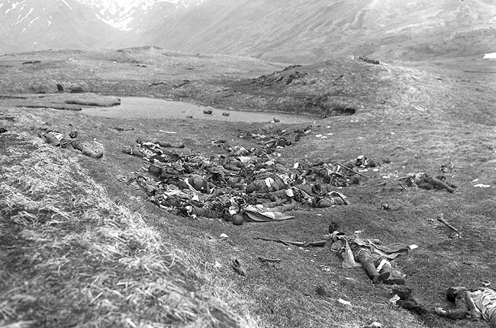
Bajas niponas después de una carga banzai cerca de Bahía Masacre en Attu. 29 de mayo de 1943.

El 11 de mayo de 1943 Estados Unidos inició la Operación Landcrab para reconquistar Attu. La falta de naves de desembarco, la dificultad de acceso a las playas y numerosos fallos en el equipo a causa del clima hostil ocasionaron que la organización de la infantería fuese lenta, dando la posibilidad a los nipones de reaccionar a tiempo. Muchos soldados enfermaron por el frío al no llegar a tiempo los suministros especiales necesarios. Además, gran parte de la movilización de las tropas se hizo a pie porque los vehículos se averiaron a su paso por la tundra.
Los japoneses, a las órdenes del coronel Yamasaki, en lugar de atacar a las unidades norteamericanas, que estaban en una posición difícil y desechando una fácil victoria, se atrincheraron en posiciones más elevadas, alejadas de las costas. De esta manera el avance aliado era detenido continuamente por francotiradores y nidos de ametralladoras colocados en posiciones altas y parapetados tras las rocas. Un dato curioso es que las ropas utilizadas por ambos bandos eran muy similares, por lo que se dieron muchos casos de bajas por fuego amigo.
El 29 de mayo, las muy reducidas fuerzas japonesas lanzaron un último ataque cerca de la bahía Masacre. El plan era capturar la Colina del Ingeniero (Engineer Hill), donde se encontraba la artillería aliada, para dirigir los cañones estadounidenses contra sus propios suministros, apostados colina abajo. Completamente desorganizados, este asalto fue lo que se conoce como un asalto banzai o suicida. En su camino arrasaron el centro médico, asesinando a muchos heridos mientras dormían. El propio coronel Yamasaki lideraba las tropas que penetraron salvajemente las líneas enemigas. La batalla fue brutal. Los enemigos peleaban prácticamente mano a mano y casi toda la fuerza japonesa resultó eliminada, logrando capturar los aliados a sólo 28 soldados y contando 2351 muertos en el ejército nipón, incluyendo el coronel Yamasaki. De hecho, ningún oficial japonés fue capturado. Se determinó que de los soldados nipones, 250 solamente estaban armados con bayonetas, demostrando lo desesperado de su situación. Por el lado estadounidense se sufrieron un total de 3929 bajas: 549 muertos, 1148 heridos, 1200 hipotermias, 614 enfermos por otras razones y 318 murieron por otras causas como el fuego amigo o las trampas que los japoneses dejaron preparadas.
El 7 de agosto de 1943, una fuerza de 34.426 soldados estadounidenses y canadienses ejecutaron la Operación Cottage, desembarcando en Kiska para descubrir que la isla había sido abandonada por los japoneses el 28 de julio en una operación rápida, valiéndose de la densa niebla, unos 5.000 efectivos fueron extraídos de la isla. Los bombarderos habían estado atacando la isla desde una semana antes. Sin embargo, la falta de enemigos no evitó que murieran 313 soldados aliados, debido al fuego amigo, las trampas japonesas o el frío extremo.
La reconquista de estas islas permitió a los estadounidenses lanzar ataques de distracción contra las Islas Kuriles. Se calcula que unos 500 aviones y 41.000 soldados japoneses perdieron el tiempo defendiendo estas islas, tratando de prevenir una nada probable invasión norteamericana por el norte de Japón. La batalla de las Islas Aleutianas ha sido hasta hoy la última batalla librada entre dos naciones en suelo estadounidense desde la colonización americana.

## Galería

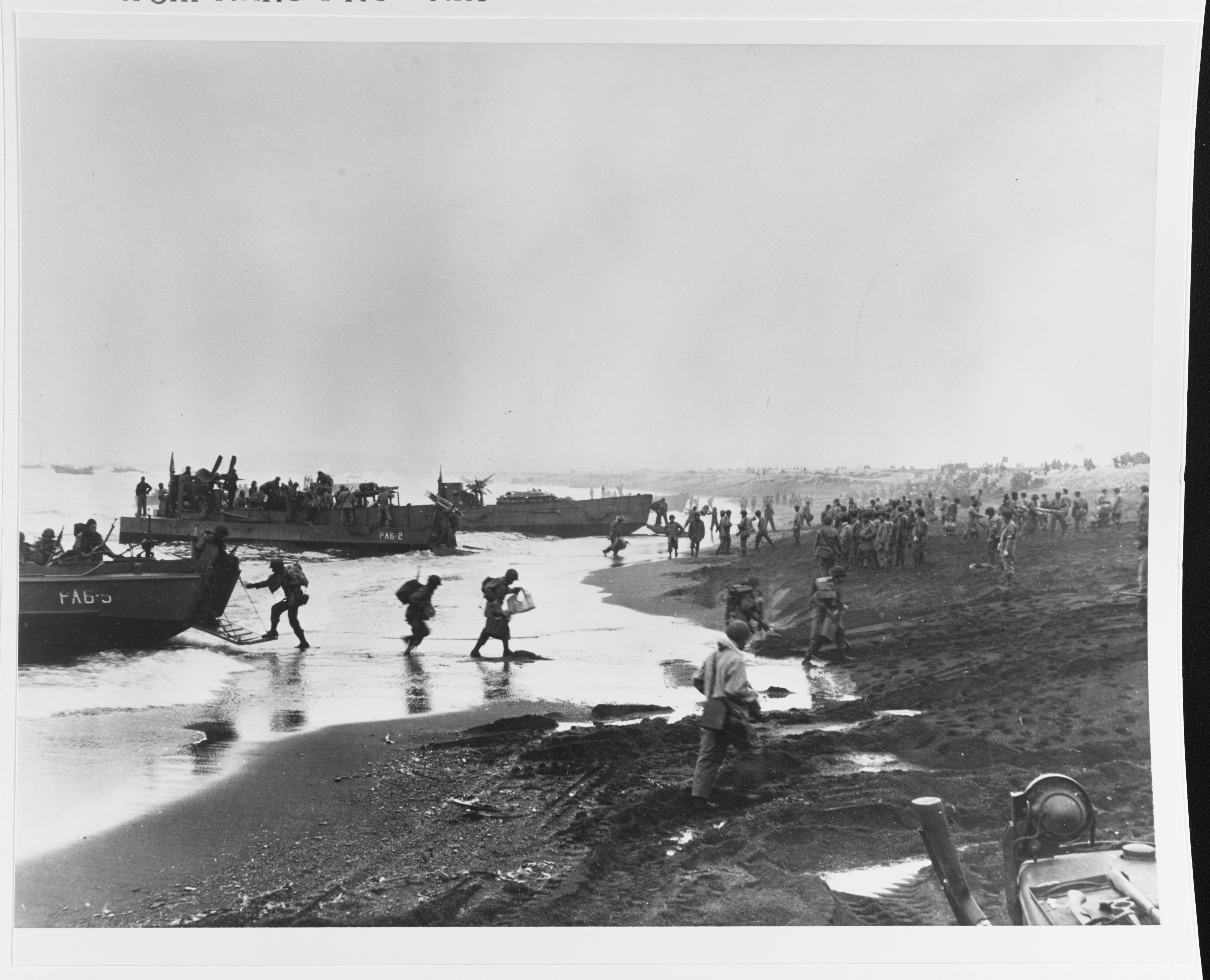
Soldados estadounidenses desembarcando en la bahía Masacre el 12 de mayo de 1943.
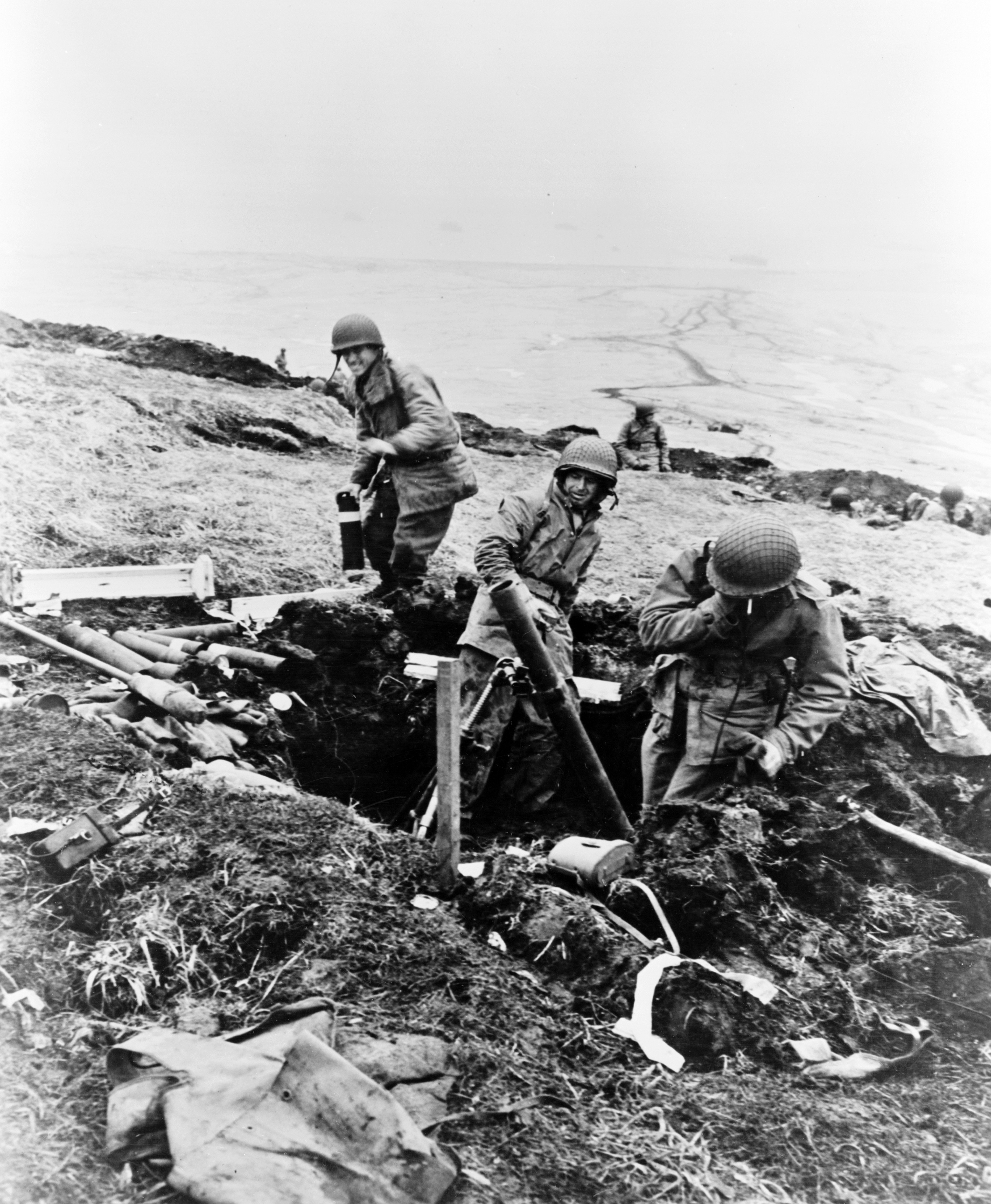
Soldados estadounidenses cavando trincheras en la isla Attu el 4 de junio de 1943.
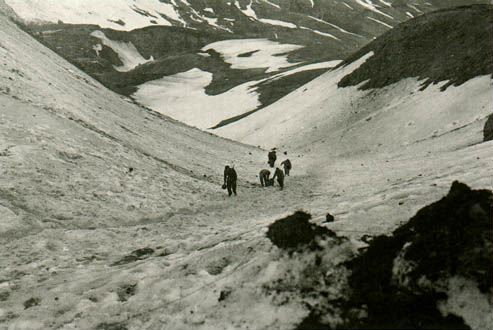
Soldados estadounidenses moviéndose a pie por la isla Attu, debido a la inutilidad de los vehículos en ese ambiente.
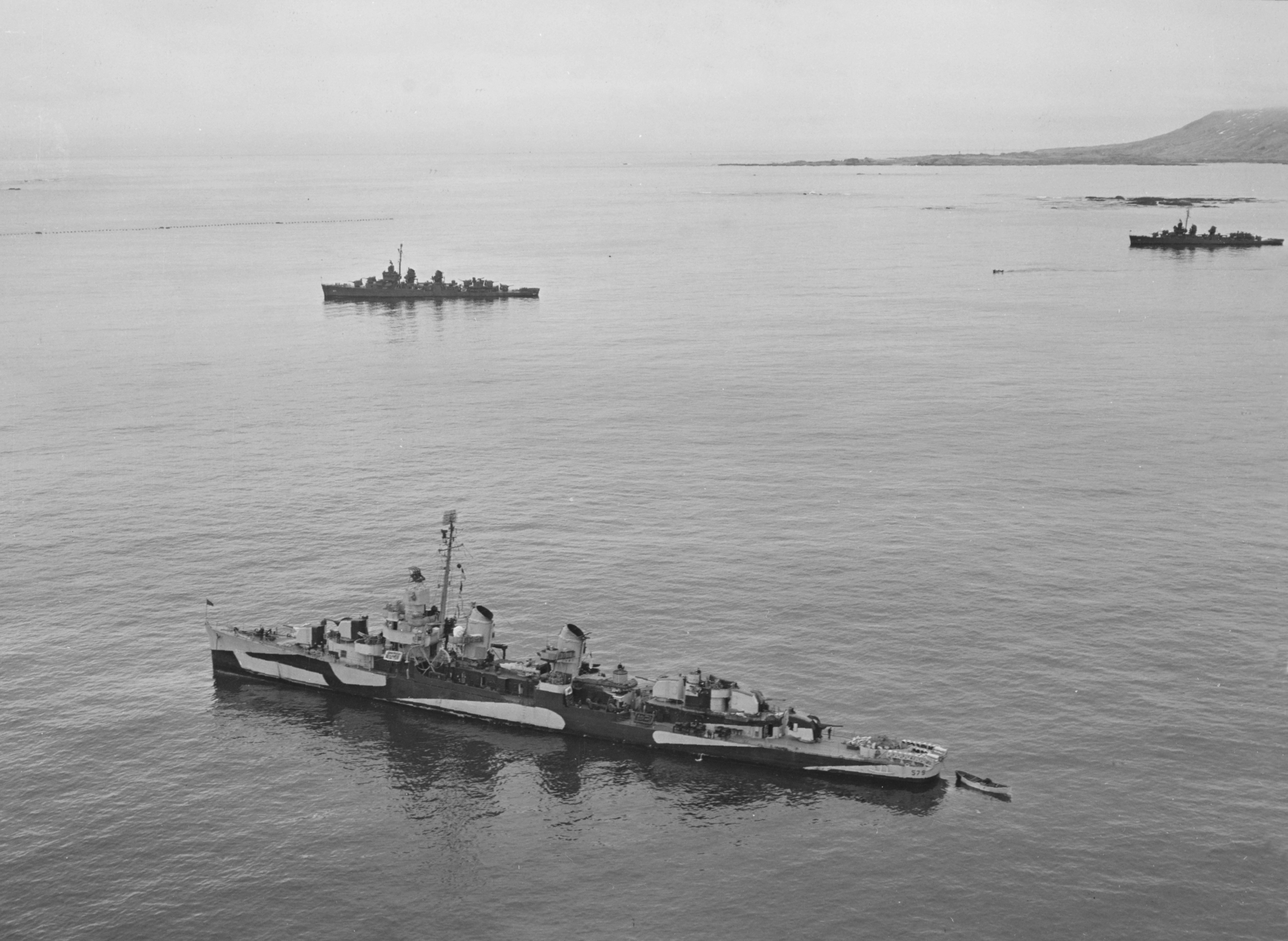
USS William D. Porter (DD-579) en la bahía Masacre el 9 de junio de 1944.
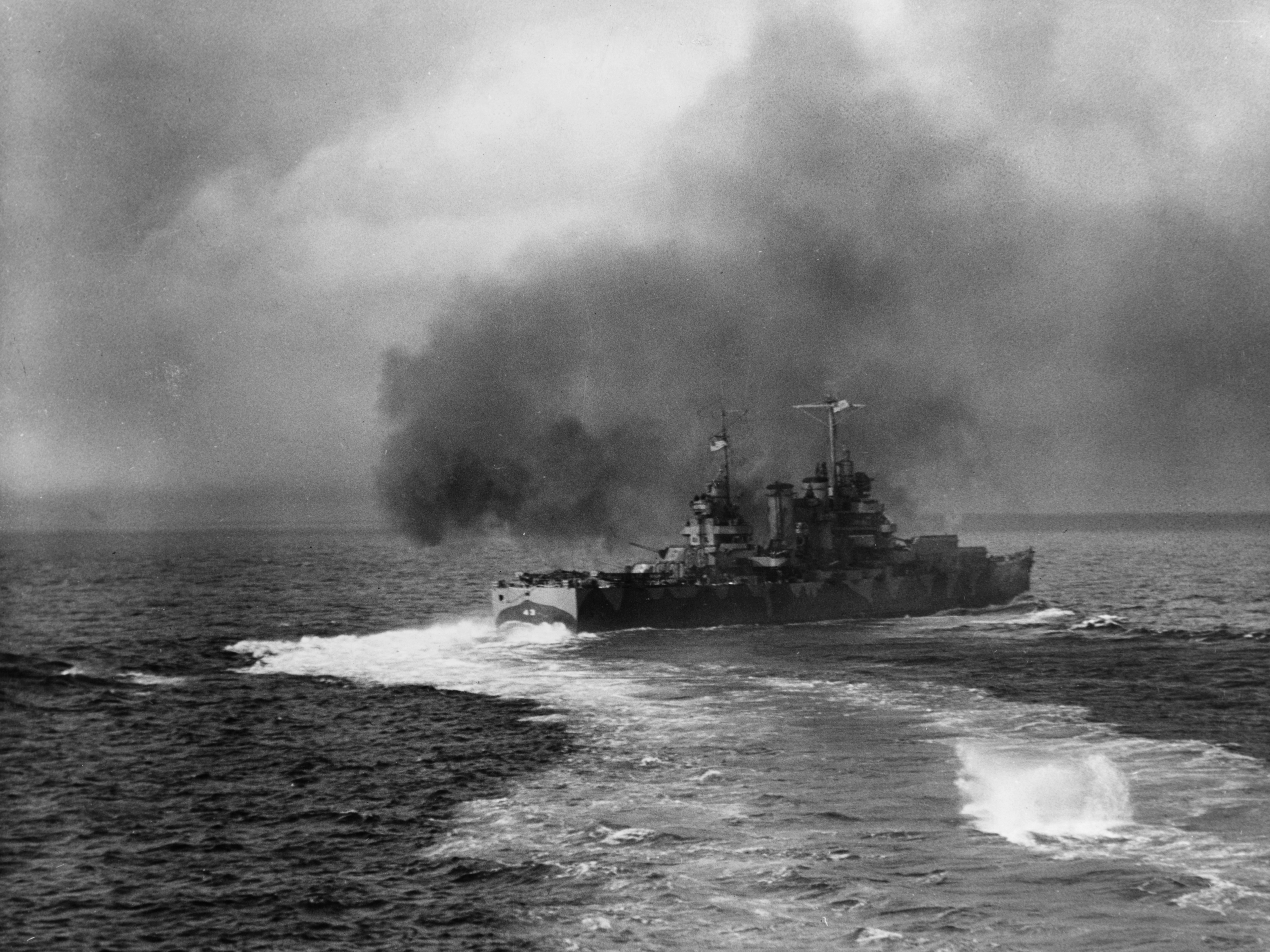
USS Nashville bombardeando la isla Kiska.
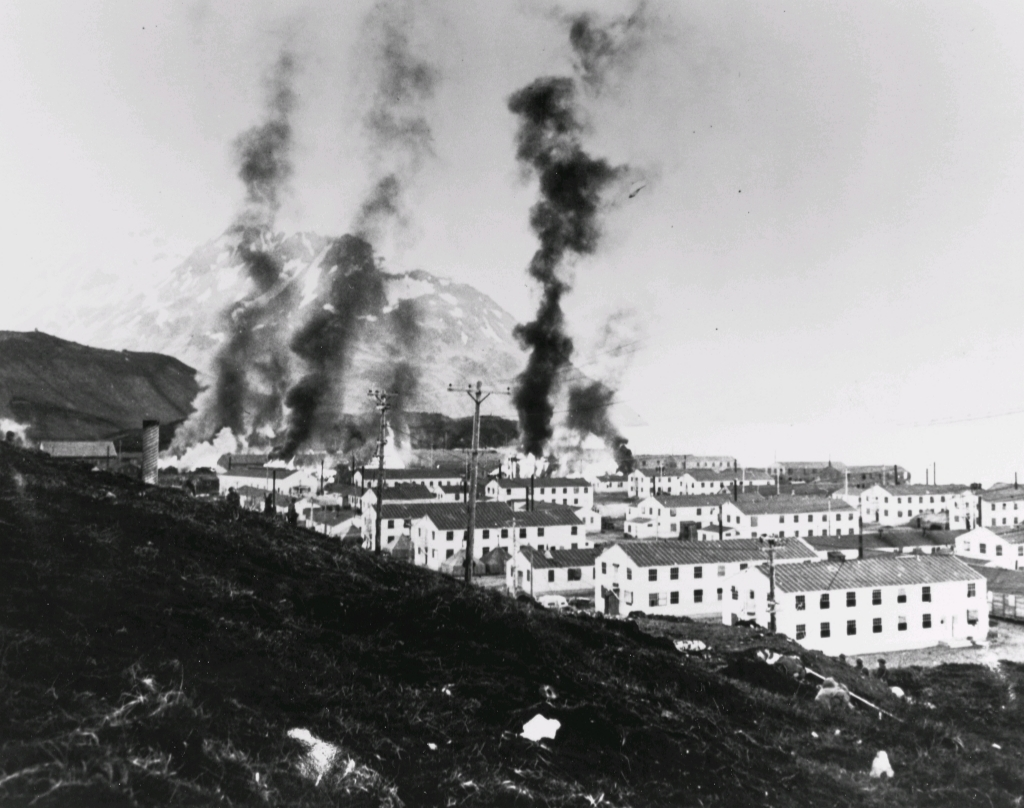
El pueblo de Dutch Harbor después del ataque japonés.
Restos del Zero de Akutan.